# Home Run Derby
O Home Run Derby é uma competição entre os melhores rebatedores de home runs da Major League Baseball. É disputado antes do Jogo das Estrelas. O evento é patrocinado atualmente pela Gillette. Entre os antigos patrocinadores incluem-se a State Farm Insurance, a Century 21 Real Estate e a Service Merchandise.

## Visão geral
Oito jogadores, que geralmente estão nos elencos do Jogo das Estrelas (embora isto não seja exigido pela regra), são selecionados para o Derby e competem em um sistema de playoff tradicional onde os jogadores com mais home runs avançam à próxima rodada. Cada jogador tem dez "eliminações" por rodada, onde uma eliminação é definida como qualquer swing que não é um home run. Se existe um empate entre jogadores ao fim de qualquer rodada, haverá uma melhor-de-cinco swings para determinar quem avançará. Até 2006, a contagem de home runs era zerada após cada rodada. Contudo, uma modificação da regra foi feita naquele ano, ocasionando a continuação da contagem para os quatro jogadores que avançam à segunda rodada. A contagem de home runs para a rodada final ainda é zerada.
Antes de 1991, o Derby era estruturado como um evento de duas entradas com cada jogador recebendo cinco eliminações por entrada, o que permitia a possibilidade de empates.
Em 2000, um formato de jogo foi instituído para a segunda rodada. O jogador com mais home runs na primeira rodada enfrentava o jogador com menor número entre os quatro jogadores qualificados, como faziam os jogadores com segundo e terceiro maiores totais. O concorrente que ganhava cada encontro avançava às finais. Esse formato foi descontinuado depois do Derby de 2003.
Em sua maioria, o quadro de jogadores selecionados compõe-se de quatro jogadores da Liga Americana e quatro jogadores da Liga Nacional. O primeiro Derby em 1985 figurou cinco de cada liga, e os Derbys em 1986 e 1987 apresentaram três e dois jogadores de cada liga, respectivamente. Em 1996, o quadro foi novamente estendido a dez jogadores, cinco de cada liga, embora em 1997, a Liga Americana tivesse seis concorrentes aos quatro da Liga Nacional. Em 2000, o quadro voltou ao formato de quatro-por-liga, que permaneceu desde então. A única exceção foi em 2005, quando a Major League Baseball decidiu modificar o aspecto da competição, ainda tendo oito jogadores, mas com os jogadores representando seus países natais ao invés de suas respectivas ligas. Isto foi feito tendo em vista o Clássico Mundial de Beisebol, que foi disputado em março de 2006. Bobby Abreu, representando a Venezuela, venceu o primeiro Derby internacional com um recorde de 41 home runs, inclusive um então recorde de 24 na primeira rodada — batido por Josh Hamilton em 2008, com 28. Em 2006, a seleção de quatro jogadores de cada liga para participar do Derby foi retomada.
Durante os Derbys de 2005, 2006 e 2007, a "Bola Dourada" (Golden Ball) era usada uma vez que o jogador chegava a nova eliminações. Se um batedor acertasse um home run usando a bola dourada, a Century 21 Real Estate e a Major League Baseball doariam US$ 21.000 por home run à caridade. Tanto em 2005 como em 2006, US$ 294.000 foram levantados para caridade, igualando 14 home runs de bola dourada por ano. A State Farm continuou isto em 2007, designando US$ 17.000 por home run (um dólar de cada agência da State Farm) — uma redução de US$ 4.000 — à Boys and Girls Clubs of America. No evento de 2007, quinze bolas douradas foram rebatidas para uma doação de US$ 255.000, US$ 39.000 menos do que dois anos anteriores, apesar de um home run a mais.

## Vencedores
| ^ | Indica vários vencedores em um mesmo ano |
| † | Membro do Hall da Fama do Beisebol       |

| Ano   | Vencedor                  | Time                          | Liga                      |
| ----- | ------------------------- | ----------------------------- | ------------------------- |
| 1985  | Dave Parker               | Cincinnati Reds               | LN                        |
| 1986^ | Wally Joyner              | California Angels             | LA                        |
| 1986^ | Darryl Strawberry         | New York Mets                 | LN                        |
| 1987  | Andre Dawson†             | Chicago Cubs                  | LN                        |
| 1988  | Cancelado devido a chuva. | Cancelado devido a chuva.     | Cancelado devido a chuva. |
| 1989  | Eric Davis                | Cincinnati Reds               | LN                        |
| 1990  | Ryne Sandberg†            | Chicago Cubs                  | LN                        |
| 1991  | Cal Ripken, Jr.†          | Baltimore Orioles             | LA                        |
| 1992  | Mark McGwire              | Oakland Athletics             | LA                        |
| 1993  | Juan González             | Texas Rangers                 | LA                        |
| 1994  | Ken Griffey Jr. (1)       | Seattle Mariners              | LA                        |
| 1995  | Frank Thomas†             | Chicago White Sox             | LA                        |
| 1996  | Barry Bonds               | San Francisco Giants          | LN                        |
| 1997  | Tino Martinez             | New York Yankees              | LA                        |
| 1998  | Ken Griffey Jr. (2)       | Seattle Mariners              | LA                        |
| 1999  | Ken Griffey Jr. (3)       | Seattle Mariners              | LA                        |
| 2000  | Sammy Sosa                | Chicago Cubs                  | LN                        |
| 2001  | Luis Gonzalez             | Arizona Diamondbacks          | LN                        |
| 2002  | Jason Giambi              | New York Yankees              | LA                        |
| 2003  | Garret Anderson           | Anaheim Angels                | LA                        |
| 2004  | Miguel Tejada             | Baltimore Orioles             | LA                        |
| 2005  | Bobby Abreu               | Philadelphia Phillies         | LN                        |
| 2006  | Ryan Howard               | Philadelphia Phillies         | LN                        |
| 2007  | Vladimir Guerrero         | Los Angeles Angels of Anaheim | LA                        |
| 2008  | Justin Morneau            | Minnesota Twins               | LA                        |
| 2009  | Prince Fielder (1)        | Milwaukee Brewers             | LN                        |
| 2010  | David Ortiz               | Boston Red Sox                | LA                        |
| 2011  | Robinson Canó             | New York Yankees              | LA                        |
| 2012  | Prince Fielder (2)        | Detroit Tigers                | LA                        |
| 2013  | Yoenis Céspedes (1)       | Oakland Athletics             | LA                        |
| 2014  | Yoenis Céspedes (2)       | Oakland Athletics             | LA                        |
| 2015  | Todd Frazier              | Cincinnati Reds               | LN                        |
| 2016  | Giancarlo Stanton         | Miami Marlins                 | LN                        |
| 2017  | Aaron Judge               | New York Yankees              | LA                        |
| 2018  | Bryce Harper              | Washington Nationals          | LN                        |

## Placar completo

### Anos 1980

#### 1985
| The Metrodome, Minneapolis—L.A. 17, L.N. 16 | The Metrodome, Minneapolis—L.A. 17, L.N. 16 | The Metrodome, Minneapolis—L.A. 17, L.N. 16 |
| Jogador                                     | Time                                        | Home Runs                                   |
| Liga Americana                              | Liga Americana                              | Liga Americana                              |
| ------------------------------------------- | ------------------------------------------- | ------------------------------------------- |
| Jim Rice                                    | Boston                                      | 4                                           |
| Eddie Murray                                | Baltimore                                   | 4                                           |
| Carlton Fisk                                | Chicago                                     | 4                                           |
| Tom Brunansky                               | Minnesota                                   | 4                                           |
| Cal Ripken, Jr.                             | Baltimore                                   | 1                                           |
| Liga Nacional                               |                                             |                                             |
| Dave Parker                                 | Cincinnati                                  | 6                                           |
| Dale Murphy                                 | Atlanta                                     | 4                                           |
| Steve Garvey                                | San Diego                                   | 2                                           |
| Ryne Sandberg                               | Chicago                                     | 2                                           |
| Jack Clark                                  | St. Louis                                   | 2                                           |

#### 1986
| Astrodome, Houston—L.N. 8, L.A. 7 | Astrodome, Houston—L.N. 8, L.A. 7 | Astrodome, Houston—L.N. 8, L.A. 7 |
| Jogador                           | Time                              | Home Runs                         |
| Liga Americana                    | Liga Americana                    | Liga Americana                    |
| --------------------------------- | --------------------------------- | --------------------------------- |
| Wally Joyner                      | California                        | 4                                 |
| Jesse Barfield                    | Toronto                           | 2                                 |
| José Canseco                      | Oakland                           | 1                                 |
| Liga Nacional                     |                                   |                                   |
| Darryl Strawberry                 | New York                          | 4                                 |
| Dave Parker                       | Cincinnati                        | 3                                 |
| Hubie Brooks                      | Montreal                          | 1                                 |

#### 1987
| Oakland Coliseum, Oakland—L.N. 6, L.A. 2 | Oakland Coliseum, Oakland—L.N. 6, L.A. 2 | Oakland Coliseum, Oakland—L.N. 6, L.A. 2 |
| Jogador                                  | Time                                     | Home Runs                                |
| Liga Americana                           | Liga Americana                           | Liga Americana                           |
| ---------------------------------------- | ---------------------------------------- | ---------------------------------------- |
| George Bell                              | Toronto                                  | 1                                        |
| Mark McGwire                             | Oakland                                  | 1                                        |
| Liga Nacional                            |                                          |                                          |
| Andre Dawson                             | Chicago                                  | 4                                        |
| Ozzie Virgil, Jr.                        | Atlanta                                  | 2                                        |

#### 1988
Cancelado devido a chuva.

#### 1989
| Anaheim Stadium, Anaheim—L.N. 9, L.A. 5 | Anaheim Stadium, Anaheim—L.N. 9, L.A. 5 | Anaheim Stadium, Anaheim—L.N. 9, L.A. 5 |
| Jogador                                 | Time                                    | Home Runs                               |
| Liga Americana                          | Liga Americana                          | Liga Americana                          |
| --------------------------------------- | --------------------------------------- | --------------------------------------- |
| Rubén Sierra                            | Texas                                   | 3                                       |
| Mickey Tettleton                        | Detroit                                 | 1                                       |
| Bo Jackson                              | Kansas City                             | 1                                       |
| Gary Gaetti                             | Minnesota                               | 0                                       |
| Liga Nacional                           |                                         |                                         |
| Eric Davis                              | Cincinnati                              | 3                                       |
| Glenn Davis                             | Houston                                 | 2                                       |
| Howard Johnson                          | New York                                | 2                                       |
| Kevin Mitchell                          | San Francisco                           | 2                                       |

### Anos 1990

#### 1990
| Wrigley Field, Chicago—L.N. 4, L.A. 1 | Wrigley Field, Chicago—L.N. 4, L.A. 1 | Wrigley Field, Chicago—L.N. 4, L.A. 1 |
| Jogador                               | Time                                  | Home Runs                             |
| Liga Americana                        | Liga Americana                        | Liga Americana                        |
| ------------------------------------- | ------------------------------------- | ------------------------------------- |
| Mark McGwire                          | Oakland                               | 1                                     |
| Ken Griffey Jr.                       | Seattle                               | 0                                     |
| José Canseco                          | Oakland                               | 0                                     |
| Cecil Fielder                         | Detroit                               | 0                                     |
| Liga Nacional                         |                                       |                                       |
| Ryne Sandberg                         | Chicago                               | 3                                     |
| Matt Williams                         | San Francisco                         | 1                                     |
| Bobby Bonilla                         | Pittsburgh                            | 0                                     |
| Darryl Strawberry                     | New York                              | 0                                     |

#### 1991
| SkyDome, Toronto—L.A. 20, L.N. 7 | SkyDome, Toronto—L.A. 20, L.N. 7 | SkyDome, Toronto—L.A. 20, L.N. 7 |
| Jogador                          | Time                             | Home Runs                        |
| Liga Americana                   | Liga Americana                   | Liga Americana                   |
| -------------------------------- | -------------------------------- | -------------------------------- |
| Cal Ripken, Jr.                  | Baltimore                        | 12                               |
| Cecil Fielder                    | Detroit                          | 4                                |
| Joe Carter                       | Toronto                          | 2                                |
| Danny Tartabull                  | Kansas City                      | 2                                |
| Liga Nacional                    |                                  |                                  |
| Paul O'Neill                     | Cincinnati                       | 5                                |
| George Bell                      | Chicago                          | 2                                |
| Chris Sabo                       | Cincinnati                       | 0                                |
| Howard Johnson                   | New York                         | 0                                |

#### 1992
| Jack Murphy Stadium, San Diego—L.A. 27, L.N. 13 | Jack Murphy Stadium, San Diego—L.A. 27, L.N. 13 | Jack Murphy Stadium, San Diego—L.A. 27, L.N. 13 |
| Jogador                                         | Time                                            | Home Runs                                       |
| Liga Americana                                  | Liga Americana                                  | Liga Americana                                  |
| ----------------------------------------------- | ----------------------------------------------- | ----------------------------------------------- |
| Mark McGwire                                    | Oakland                                         | 12                                              |
| Ken Griffey Jr.                                 | Seattle                                         | 7                                               |
| Joe Carter                                      | Toronto                                         | 4                                               |
| Cal Ripken, Jr.                                 | Baltimore                                       | 4                                               |
| Liga Nacional                                   |                                                 |                                                 |
| Larry Walker                                    | Montreal                                        | 4                                               |
| Gary Sheffield                                  | San Diego                                       | 4                                               |
| Fred McGriff                                    | San Diego                                       | 3                                               |
| Barry Bonds                                     | Pittsburgh                                      | 2                                               |

#### 1993
| Camden Yards, Baltimore—L.A. 20, L.N. 12 | Camden Yards, Baltimore—L.A. 20, L.N. 12 | Camden Yards, Baltimore—L.A. 20, L.N. 12 |
| Jogador                                  | Time                                     | Home Runs                                |
| Liga Americana                           | Liga Americana                           | Liga Americana                           |
| ---------------------------------------- | ---------------------------------------- | ---------------------------------------- |
| Juan González                            | Texas                                    | 7                                        |
| Ken Griffey Jr.                          | Seattle                                  | 7 *                                      |
| Cecil Fielder                            | Detroit                                  | 4                                        |
| Albert Belle                             | Cleveland                                | 3                                        |
| Liga Nacional                            |                                          |                                          |
| Barry Bonds                              | San Francisco                            | 5                                        |
| Bobby Bonilla                            | New York                                 | 5                                        |
| David Justice                            | Atlanta                                  | 2                                        |
| Mike Piazza                              | Los Angeles                              | 0                                        |

* Perdeu no playoff para Gonzalez

#### 1994
| Three Rivers Stadium, Pittsburgh—L.A. 17, L.N. 11 | Three Rivers Stadium, Pittsburgh—L.A. 17, L.N. 11 | Three Rivers Stadium, Pittsburgh—L.A. 17, L.N. 11 |
| Jogador                                           | Time                                              | Home Runs                                         |
| Liga Americana                                    | Liga Americana                                    | Liga Americana                                    |
| ------------------------------------------------- | ------------------------------------------------- | ------------------------------------------------- |
| Ken Griffey Jr.                                   | Seattle                                           | 7                                                 |
| Rubén Sierra                                      | Oakland                                           | 4                                                 |
| Frank Thomas                                      | Chicago                                           | 4                                                 |
| Albert Belle                                      | Cleveland                                         | 2                                                 |
| Liga Nacional                                     |                                                   |                                                   |
| Fred McGriff                                      | Atlanta                                           | 5                                                 |
| Jeff Bagwell                                      | Houston                                           | 3                                                 |
| Dante Bichette                                    | Colorado                                          | 3                                                 |
| Mike Piazza                                       | Los Angeles                                       | 0                                                 |

#### 1995
| The Ballpark in Arlington, Arlington—L.A. 40, L.N. 12 | The Ballpark in Arlington, Arlington—L.A. 40, L.N. 12 | The Ballpark in Arlington, Arlington—L.A. 40, L.N. 12 |
| Jogador                                               | Time                                                  | Home Runs                                             |
| Liga Americana                                        | Liga Americana                                        | Liga Americana                                        |
| ----------------------------------------------------- | ----------------------------------------------------- | ----------------------------------------------------- |
| Frank Thomas                                          | Chicago                                               | 15 *                                                  |
| Albert Belle                                          | Cleveland                                             | 16                                                    |
| Mo Vaughn                                             | Boston                                                | 6                                                     |
| Manny Ramírez                                         | Cleveland                                             | 3                                                     |
| Liga Nacional                                         |                                                       |                                                       |
| Ron Gant                                              | Cincinnati                                            | 3                                                     |
| Sammy Sosa                                            | Chicago                                               | 2                                                     |
| Reggie Sanders                                        | Cincinnati                                            | 2                                                     |
| Raúl Mondesí                                          | Los Angeles                                           | 2                                                     |

* Bateu Belle nas finais

#### 1996
| Veterans Stadium, Philadelphia—L.A. 36, L.N. 23 | Veterans Stadium, Philadelphia—L.A. 36, L.N. 23 | Veterans Stadium, Philadelphia—L.A. 36, L.N. 23 |
| Jogador                                         | Time                                            | Home Runs                                       |
| Liga Americana                                  | Liga Americana                                  | Liga Americana                                  |
| ----------------------------------------------- | ----------------------------------------------- | ----------------------------------------------- |
| Mark McGwire                                    | Oakland                                         | 15                                              |
| Brady Anderson                                  | Baltimore                                       | 11                                              |
| Jay Buhner                                      | Seattle                                         | 8                                               |
| Joe Carter                                      | Toronto                                         | 2                                               |
| Greg Vaughn                                     | Milwaukee                                       | 0                                               |
| Liga Nacional                                   |                                                 |                                                 |
| Barry Bonds                                     | San Francisco                                   | 17                                              |
| Henry Rodríguez                                 | Montreal                                        | 3                                               |
| Jeff Bagwell                                    | Houston                                         | 2                                               |
| Ellis Burks                                     | Colorado                                        | 1                                               |
| Gary Sheffield                                  | Florida                                         | 0                                               |

#### 1997
| Jacobs Field, Cleveland—L.A. 32, L.N. 29 | Jacobs Field, Cleveland—L.A. 32, L.N. 29 | Jacobs Field, Cleveland—L.A. 32, L.N. 29 |
| Jogador                                  | Time                                     | Home Runs                                |
| Liga Americana                           | Liga Americana                           | Liga Americana                           |
| ---------------------------------------- | ---------------------------------------- | ---------------------------------------- |
| Tino Martinez                            | New York                                 | 16 *                                     |
| Mark McGwire                             | Oakland                                  | 7                                        |
| Brady Anderson                           | Baltimore                                | 4                                        |
| Ken Griffey Jr.                          | Seattle                                  | 3                                        |
| Nomar Garciaparra                        | Boston                                   | 0                                        |
| Jim Thome                                | Cleveland                                | 0                                        |
| Liga Nacional                            |                                          |                                          |
| Larry Walker                             | Colorado                                 | 19                                       |
| Jeff Bagwell                             | Houston                                  | 5                                        |
| Chipper Jones                            | Atlanta                                  | 3                                        |
| Ray Lankford                             | St. Louis                                | 2                                        |

* Bateu Walker nas finais

#### 1998
| Coors Field, Denver—L.A. 53, L.N. 29 | Coors Field, Denver—L.A. 53, L.N. 29 | Coors Field, Denver—L.A. 53, L.N. 29 |
| Jogador                              | Time                                 | Home Runs                            |
| Liga Americana                       | Liga Americana                       | Liga Americana                       |
| ------------------------------------ | ------------------------------------ | ------------------------------------ |
| Ken Griffey Jr.                      | Seattle                              | 19                                   |
| Rafael Palmeiro                      | Baltimore                            | 10                                   |
| Jim Thome                            | Cleveland                            | 17                                   |
| Alex Rodriguez                       | Seattle                              | 5                                    |
| Damion Easley                        | Detroit                              | 2                                    |
| Liga Nacional                        |                                      |                                      |
| Vinny Castilla                       | Colorado                             | 12                                   |
| Moisés Alou                          | Houston                              | 7                                    |
| Javy López                           | Atlanta                              | 5                                    |
| Mark McGwire                         | St. Louis                            | 4                                    |
| Chipper Jones                        | Atlanta                              | 1                                    |

#### 1999
| Fenway Park, Boston—L.N. 39, L.A. 23 | Fenway Park, Boston—L.N. 39, L.A. 23 | Fenway Park, Boston—L.N. 39, L.A. 23 |
| Jogador                              | Time                                 | Home Runs                            |
| Liga Americana                       | Liga Americana                       | Liga Americana                       |
| ------------------------------------ | ------------------------------------ | ------------------------------------ |
| Ken Griffey Jr.                      | Seattle                              | 16                                   |
| Nomar Garciaparra                    | Boston                               | 2                                    |
| B.J. Surhoff                         | Baltimore                            | 2                                    |
| Shawn Green                          | Toronto                              | 2                                    |
| John Jaha                            | Oakland                              | 1                                    |
| Liga Nacional                        |                                      |                                      |
| Jeromy Burnitz                       | Milwaukee                            | 14                                   |
| Mark McGwire                         | St. Louis                            | 16 *                                 |
| Jeff Bagwell                         | Houston                              | 6                                    |
| Larry Walker                         | Colorado                             | 2                                    |
| Sammy Sosa                           | Chicago                              | 1                                    |

* Perdeu para Burnitz na rodada 2

### Anos 2000

#### 2000
| Turner Field, Atlanta—L.N. 41, L.A. 41 | Turner Field, Atlanta—L.N. 41, L.A. 41 | Turner Field, Atlanta—L.N. 41, L.A. 41 | Turner Field, Atlanta—L.N. 41, L.A. 41 | Turner Field, Atlanta—L.N. 41, L.A. 41 | Turner Field, Atlanta—L.N. 41, L.A. 41 |
| Jogador                                | Time                                   | Rodada 1                               | Semifinais                             | Finais                                 | Total                                  |
| -------------------------------------- | -------------------------------------- | -------------------------------------- | -------------------------------------- | -------------------------------------- | -------------------------------------- |
| Sammy Sosa                             | Chicago (LN)                           | 6                                      | 11                                     | 9                                      | 26                                     |
| Ken Griffey Jr.                        | Cincinnati                             | 6                                      | 3                                      | 2                                      | 11                                     |
| Carl Everett                           | Boston                                 | 6                                      | 6                                      | –                                      | 12                                     |
| Carlos Delgado                         | Toronto                                | 5                                      | 1                                      | –                                      | 6                                      |
| Edgar Martínez                         | Seattle                                | 2                                      | –                                      | –                                      | 2                                      |
| Chipper Jones                          | Atlanta                                | 2                                      | –                                      | –                                      | 2                                      |
| Vladimir Guerrero                      | Montreal                               | 2                                      | –                                      | –                                      | 2                                      |
| Iván Rodríguez                         | Texas                                  | 1                                      | –                                      | –                                      | 1                                      |

|  | Semifinais | Semifinais      | Semifinais |            |   | Finais          | Finais | Finais |  |
|  |            |                 |            |            |   |                 |        |        |  |
|  | 1          | Ken Griffey Jr. | 3          |            |   |                 |        |        |  |
|  | 1          | Ken Griffey Jr. | 3          |            |   |                 |        |        |  |
|  | 4          | Carlos Delgado  | 1          |            |   |                 |        |        |  |
|  | 4          | Carlos Delgado  | 1          |            | 1 | Ken Griffey Jr. | 2      |        |  |
|  |            |                 |            |            | 1 | Ken Griffey Jr. | 2      |        |  |
|  |            |                 | 3          | Sammy Sosa | 9 |                 |        |        |  |
|  | 2          | Carl Everett    | 3          | Sammy Sosa | 9 | 6               |        |        |  |
|  | 2          | Carl Everett    |            |            |   |                 |        |        |  |
|  | 3          | Sammy Sosa      | 11         |            |   |                 |        |        |  |

#### 2001
| Safeco Field, Seattle—L.N. 41, L.A. 25 | Safeco Field, Seattle—L.N. 41, L.A. 25 | Safeco Field, Seattle—L.N. 41, L.A. 25 | Safeco Field, Seattle—L.N. 41, L.A. 25 | Safeco Field, Seattle—L.N. 41, L.A. 25 | Safeco Field, Seattle—L.N. 41, L.A. 25 |
| Jogador                                | Time                                   | Rodada 1                               | Semifinais                             | Finais                                 | Totais                                 |
| -------------------------------------- | -------------------------------------- | -------------------------------------- | -------------------------------------- | -------------------------------------- | -------------------------------------- |
| Luis Gonzalez                          | Arizona                                | 5                                      | 5                                      | 6                                      | 16                                     |
| Sammy Sosa                             | Chicago (LN)                           | 3                                      | 8                                      | 2                                      | 13                                     |
| Jason Giambi                           | Oakland                                | 14                                     | 6                                      | –                                      | 20                                     |
| Barry Bonds                            | San Francisco                          | 7                                      | 3                                      | –                                      | 10                                     |
| Bret Boone                             | Seattle                                | 3                                      | –                                      | –                                      | 3                                      |
| Todd Helton                            | Colorado                               | 2                                      | –                                      | –                                      | 2                                      |
| Alex Rodriguez                         | Texas                                  | 2                                      | –                                      | –                                      | 2                                      |
| Troy Glaus                             | Los Angeles (LA)                       | 0                                      | –                                      | –                                      | 0                                      |

|  | Semifinais | Semifinais    | Semifinais |               |   | Finais     | Finais | Finais |  |
|  |            |               |            |               |   |            |        |        |  |
|  | 1          | Jason Giambi  | 6          |               |   |            |        |        |  |
|  | 1          | Jason Giambi  | 6          |               |   |            |        |        |  |
|  | 4          | Sammy Sosa    | 8          |               |   |            |        |        |  |
|  | 4          | Sammy Sosa    | 8          |               | 4 | Sammy Sosa | 2      |        |  |
|  |            |               |            |               | 4 | Sammy Sosa | 2      |        |  |
|  |            |               | 3          | Luis Gonzalez | 6 |            |        |        |  |
|  | 2          | Barry Bonds   | 3          | Luis Gonzalez | 6 | 3          |        |        |  |
|  | 2          | Barry Bonds   |            |               |   |            |        |        |  |
|  | 3          | Luis Gonzalez | 5          |               |   |            |        |        |  |

#### 2002
| Miller Park, Milwaukee—L.A. 42, L.N. 31 | Miller Park, Milwaukee—L.A. 42, L.N. 31 | Miller Park, Milwaukee—L.A. 42, L.N. 31 | Miller Park, Milwaukee—L.A. 42, L.N. 31 | Miller Park, Milwaukee—L.A. 42, L.N. 31 | Miller Park, Milwaukee—L.A. 42, L.N. 31 |
| Jogador                                 | Time                                    | Rodada 1                                | Semifinais                              | Finais                                  | Totais                                  |
| --------------------------------------- | --------------------------------------- | --------------------------------------- | --------------------------------------- | --------------------------------------- | --------------------------------------- |
| Jason Giambi                            | New York (LA)                           | 11                                      | 6                                       | 7                                       | 24                                      |
| Sammy Sosa                              | Chicago (LN)                            | 12                                      | 5                                       | 1                                       | 18                                      |
| Paul Konerko                            | Chicago (LA)                            | 6                                       | 6                                       | –                                       | 12                                      |
| Richie Sexson                           | Milwaukee                               | 6                                       | 4                                       | –                                       | 10                                      |
| Torii Hunter                            | Minnesota                               | 3                                       | –                                       | –                                       | 3                                       |
| Barry Bonds                             | San Francisco                           | 2                                       | –                                       | –                                       | 2                                       |
| Alex Rodriguez                          | Texas                                   | 2                                       | –                                       | –                                       | 2                                       |
| Lance Berkman                           | Houston                                 | 1                                       | –                                       | –                                       | 1                                       |

|  | Semifinais | Semifinais    | Semifinais |            |   | Finais       | Finais | Finais |  |
|  |            |               |            |            |   |              |        |        |  |
|  | 1          | Sammy Sosa    | 5          |            |   |              |        |        |  |
|  | 1          | Sammy Sosa    | 5          |            |   |              |        |        |  |
|  | 4          | Richie Sexson | 4          |            |   |              |        |        |  |
|  | 4          | Richie Sexson | 4          |            | 1 | Jason Giambi | 7      |        |  |
|  |            |               |            |            | 1 | Jason Giambi | 7      |        |  |
|  |            |               | 2          | Sammy Sosa | 1 |              |        |        |  |
|  | 2          | Jason Giambi  | 2          | Sammy Sosa | 1 | 7            |        |        |  |
|  | 2          | Jason Giambi  |            |            |   |              |        |        |  |
|  | 3          | Paul Konerko  | 6          |            |   |              |        |        |  |

* Giambi derrotou Konerko no desempate

#### 2003
| U.S. Cellular Field, Chicago—L.A. 47, L.N. 39 | U.S. Cellular Field, Chicago—L.A. 47, L.N. 39 | U.S. Cellular Field, Chicago—L.A. 47, L.N. 39 | U.S. Cellular Field, Chicago—L.A. 47, L.N. 39 | U.S. Cellular Field, Chicago—L.A. 47, L.N. 39 | U.S. Cellular Field, Chicago—L.A. 47, L.N. 39 |
| Jogador                                       | Time                                          | Rodada 1                                      | Semifinais                                    | Finais                                        | Total                                         |
| --------------------------------------------- | --------------------------------------------- | --------------------------------------------- | --------------------------------------------- | --------------------------------------------- | --------------------------------------------- |
| Garret Anderson                               | Los Angeles (LA)                              | 7                                             | 6                                             | 9                                             | 22                                            |
| Albert Pujols                                 | St. Louis                                     | 4                                             | 14                                            | 8                                             | 26                                            |
| Jason Giambi                                  | New York (LA)                                 | 12                                            | 11                                            | –                                             | 23                                            |
| Jim Edmonds                                   | St. Louis                                     | 4                                             | 4                                             | –                                             | 8                                             |
| Gary Sheffield                                | Atlanta                                       | 4                                             | –                                             | –                                             | 4                                             |
| Carlos Delgado                                | Toronto                                       | 2                                             | –                                             | –                                             | 2                                             |
| Richie Sexson                                 | Milwaukee                                     | 1                                             | –                                             | –                                             | 1                                             |
| Bret Boone                                    | Seattle                                       | 0                                             | –                                             | –                                             | 0                                             |

|  | Semifinais | Semifinais      | Semifinais |                 |   | Finais        | Finais | Finais |  |
|  |            |                 |            |                 |   |               |        |        |  |
|  | 1          | Jason Giambi    | 11         |                 |   |               |        |        |  |
|  | 1          | Jason Giambi    | 11         |                 |   |               |        |        |  |
|  | 4          | Albert Pujols   | 14         |                 |   |               |        |        |  |
|  | 4          | Albert Pujols   | 14         |                 | 4 | Albert Pujols | 8      |        |  |
|  |            |                 |            |                 | 4 | Albert Pujols | 8      |        |  |
|  |            |                 | 2          | Garret Anderson | 9 |               |        |        |  |
|  | 2          | Garret Anderson | 2          | Garret Anderson | 9 | 6             |        |        |  |
|  | 2          | Garret Anderson |            |                 |   |               |        |        |  |
|  | 3          | Jim Edmonds     | 4          |                 |   |               |        |        |  |

#### 2004
| Minute Maid Park, Houston—L.A. 47, L.N. 41 | Minute Maid Park, Houston—L.A. 47, L.N. 41 | Minute Maid Park, Houston—L.A. 47, L.N. 41 | Minute Maid Park, Houston—L.A. 47, L.N. 41 | Minute Maid Park, Houston—L.A. 47, L.N. 41 | Minute Maid Park, Houston—L.A. 47, L.N. 41 |
| Jogador                                    | Time                                       | Rodada 1                                   | Semifinais                                 | Finais                                     | Total                                      |
| ------------------------------------------ | ------------------------------------------ | ------------------------------------------ | ------------------------------------------ | ------------------------------------------ | ------------------------------------------ |
| Miguel Tejada                              | Baltimore                                  | 7                                          | 15                                         | 5                                          | 27                                         |
| Lance Berkman                              | Houston                                    | 7                                          | 10                                         | 4                                          | 21                                         |
| Rafael Palmeiro                            | Baltimore                                  | 9                                          | 5                                          | –                                          | 14                                         |
| Barry Bonds                                | San Francisco                              | 8                                          | 3                                          | –                                          | 11                                         |
| Sammy Sosa                                 | Chicago (LN)                               | 5                                          | –                                          | –                                          | 5                                          |
| Jim Thome                                  | Philadelphia                               | 4                                          | –                                          | –                                          | 4                                          |
| Hank Blalock                               | Texas                                      | 3                                          | –                                          | –                                          | 3                                          |
| David Ortiz                                | Boston                                     | 3                                          | –                                          | –                                          | 3                                          |

#### 2005
| Comerica Park, Detroit—L.N. 66, L.A. 42 | Comerica Park, Detroit—L.N. 66, L.A. 42 | Comerica Park, Detroit—L.N. 66, L.A. 42 | Comerica Park, Detroit—L.N. 66, L.A. 42 | Comerica Park, Detroit—L.N. 66, L.A. 42 | Comerica Park, Detroit—L.N. 66, L.A. 42 |
| Jogador                                 | Time                                    | Rodada 1                                | Semifinais                              | Finais                                  | Totals                                  |
| --------------------------------------- | --------------------------------------- | --------------------------------------- | --------------------------------------- | --------------------------------------- | --------------------------------------- |
| Bobby Abreu                             | Philadelphia                            | 24                                      | 6                                       | 11                                      | 41                                      |
| Iván Rodríguez                          | Detroit                                 | 7                                       | 8                                       | 5                                       | 20                                      |
| David Ortiz                             | Boston                                  | 17                                      | 3                                       | –                                       | 20                                      |
| Carlos Lee                              | Milwaukee                               | 11                                      | 4                                       | –                                       | 15                                      |
| Hee-Seop Choi                           | Los Angeles (LN)                        | 5                                       | –                                       | –                                       | 5                                       |
| Andruw Jones                            | Atlanta                                 | 5                                       | –                                       | –                                       | 5                                       |
| Mark Teixeira                           | Texas                                   | 2                                       | –                                       | –                                       | 2                                       |
| Jason Bay                               | Pittsburgh                              | 0                                       | –                                       | –                                       | 0                                       |

#### 2006
| PNC Park, Pittsburgh—L.N. 62, L.A. 24 | PNC Park, Pittsburgh—L.N. 62, L.A. 24 | PNC Park, Pittsburgh—L.N. 62, L.A. 24 | PNC Park, Pittsburgh—L.N. 62, L.A. 24 | PNC Park, Pittsburgh—L.N. 62, L.A. 24 | PNC Park, Pittsburgh—L.N. 62, L.A. 24 | PNC Park, Pittsburgh—L.N. 62, L.A. 24 |
| Jogador                               | Time                                  | Rodada 1                              | Rodada 2                              | Subtotal                              | Finais                                | Total                                 |
| ------------------------------------- | ------------------------------------- | ------------------------------------- | ------------------------------------- | ------------------------------------- | ------------------------------------- | ------------------------------------- |
| Ryan Howard                           | Philadelphia                          | 8                                     | 10                                    | 18                                    | 5                                     | 23                                    |
| David Wright                          | New York (LN)                         | 16                                    | 2                                     | 18                                    | 4                                     | 22                                    |
| Miguel Cabrera                        | Florida                               | 9                                     | 6                                     | 15                                    | –                                     | 15                                    |
| David Ortiz                           | Boston                                | 10                                    | 3                                     | 13                                    | –                                     | 13                                    |
| Jermaine Dye                          | Chicago (LA)                          | 7                                     | –                                     | 7                                     | –                                     | 7                                     |
| Lance Berkman                         | Houston                               | 3                                     | –                                     | 3                                     | –                                     | 3                                     |
| Miguel Tejada                         | Baltimore                             | 3                                     | –                                     | 3                                     | –                                     | 3                                     |
| Troy Glaus                            | Toronto                               | 1                                     | –                                     | 1                                     | –                                     | 1                                     |

#### 2007
| AT&T Park, San Francisco—L.A. 42, L.N. 32 | AT&T Park, San Francisco—L.A. 42, L.N. 32 | AT&T Park, San Francisco—L.A. 42, L.N. 32 | AT&T Park, San Francisco—L.A. 42, L.N. 32 | AT&T Park, San Francisco—L.A. 42, L.N. 32 | AT&T Park, San Francisco—L.A. 42, L.N. 32 | AT&T Park, San Francisco—L.A. 42, L.N. 32 |
| Jogador                                   | Time                                      | Rodada 1                                  | Rodada 2                                  | Subtotal                                  | Finais                                    | Total                                     |
| ----------------------------------------- | ----------------------------------------- | ----------------------------------------- | ----------------------------------------- | ----------------------------------------- | ----------------------------------------- | ----------------------------------------- |
| Vladimir Guerrero                         | Los Angeles (LA)                          | 5                                         | 9                                         | 14                                        | 3a                                        | 17                                        |
| Alex Ríos                                 | Toronto                                   | 5                                         | 12                                        | 17                                        | 2                                         | 19                                        |
| Matt Holliday                             | Colorado                                  | 5                                         | 8                                         | 13                                        | –                                         | 13                                        |
| Albert Pujols                             | St. Louis                                 | 4 (2)                                     | 9                                         | 13                                        | –                                         | 13                                        |
| Justin Morneau                            | Minnesota                                 | 4 (1)                                     | –                                         | 4                                         | –                                         | 4                                         |
| Prince Fielder                            | Milwaukee                                 | 3                                         | –                                         | 3                                         | –                                         | 3                                         |
| Ryan Howard                               | Philadelphia                              | 3                                         | –                                         | 3                                         | –                                         | 3                                         |
| Magglio Ordóñez                           | Detroit                                   | 2                                         | –                                         | 2                                         | –                                         | 2                                         |

Notas:

- ↑a  - Teve só sete de dez eliminações antes de acertar o home run da vitória.

Números entre parênteses indicam desempate.

#### 2008
| Yankee Stadium, New York—L.A. 66 , L.N. 39 | Yankee Stadium, New York—L.A. 66 , L.N. 39 | Yankee Stadium, New York—L.A. 66 , L.N. 39 | Yankee Stadium, New York—L.A. 66 , L.N. 39 | Yankee Stadium, New York—L.A. 66 , L.N. 39 | Yankee Stadium, New York—L.A. 66 , L.N. 39 | Yankee Stadium, New York—L.A. 66 , L.N. 39 |
| Jogador                                    | Time                                       | Rodada 1                                   | Rodada 2                                   | Subtotal                                   | Finais                                     | Total                                      |
| ------------------------------------------ | ------------------------------------------ | ------------------------------------------ | ------------------------------------------ | ------------------------------------------ | ------------------------------------------ | ------------------------------------------ |
| Justin Morneau                             | Minnesota                                  | 8                                          | 9                                          | 17                                         | 5                                          | 22                                         |
| Josh Hamilton                              | Texas                                      | 28a                                        | 4b                                         | 32                                         | 3                                          | 35                                         |
| Lance Berkman                              | Houston                                    | 8                                          | 6                                          | 14                                         | –                                          | 14                                         |
| Ryan Braun                                 | Milwaukee                                  | 7                                          | 7                                          | 14                                         | –                                          | 14                                         |
| Dan Uggla                                  | Florida                                    | 6                                          | –                                          | 6                                          | –                                          | 6                                          |
| Grady Sizemore                             | Cleveland                                  | 6                                          | –                                          | 6                                          | –                                          | 6                                          |
| Chase Utley                                | Philadelphia                               | 5                                          | –                                          | 5                                          | –                                          | 5                                          |
| Evan Longoria                              | Tampa Bay                                  | 3                                          | –                                          | 3                                          | –                                          | 3                                          |

Notas:

- ↑b  - Voluntariamente terminou a rodada com quatro eliminações.

#### 2009
| Busch Stadium, St. Louis—L.N. 51, L.A. 31 | Busch Stadium, St. Louis—L.N. 51, L.A. 31 | Busch Stadium, St. Louis—L.N. 51, L.A. 31 | Busch Stadium, St. Louis—L.N. 51, L.A. 31 | Busch Stadium, St. Louis—L.N. 51, L.A. 31 | Busch Stadium, St. Louis—L.N. 51, L.A. 31 | Busch Stadium, St. Louis—L.N. 51, L.A. 31 |
| Jogador                                   | Time                                      | Rodada 1                                  | Rodada 2                                  | Subtotal                                  | Finais                                    | Total                                     |
| ----------------------------------------- | ----------------------------------------- | ----------------------------------------- | ----------------------------------------- | ----------------------------------------- | ----------------------------------------- | ----------------------------------------- |
| Prince Fielder                            | Milwaukee                                 | 11                                        | 6                                         | 17                                        | 6                                         | 23                                        |
| Nelson Cruz                               | Texas                                     | 11                                        | 5                                         | 16                                        | 5                                         | 21                                        |
| Ryan Howard                               | Philadelphia                              | 7                                         | 8                                         | 15                                        | –                                         | 15                                        |
| Albert Pujols                             | St. Louis                                 | 5 (2)                                     | 6                                         | 11                                        | –                                         | 11                                        |
| Carlos Peña                               | Tampa Bay                                 | 5 (1)                                     | –                                         | 5                                         | –                                         | 5                                         |
| Joe Mauer                                 | Minnesota                                 | 5 (0)                                     | –                                         | 5                                         | –                                         | 5                                         |
| Adrian Gonzalez                           | San Diego                                 | 2                                         | –                                         | 2                                         | –                                         | 2                                         |
| Brandon Inge                              | Detroit                                   | 0                                         | –                                         | 0                                         | –                                         | 0                                         |

Nota:

Números entre parênteses indicam desempate.

### Anos 2010

#### 2010
| Angel Stadium of Anaheim, Anaheim—L.A. 50, L.N. 44 | Angel Stadium of Anaheim, Anaheim—L.A. 50, L.N. 44 | Angel Stadium of Anaheim, Anaheim—L.A. 50, L.N. 44 | Angel Stadium of Anaheim, Anaheim—L.A. 50, L.N. 44 | Angel Stadium of Anaheim, Anaheim—L.A. 50, L.N. 44 | Angel Stadium of Anaheim, Anaheim—L.A. 50, L.N. 44 | Angel Stadium of Anaheim, Anaheim—L.A. 50, L.N. 44 |
| Jogador                                            | Time                                               | Rodada 1                                           | Rodada 2                                           | Subtotal                                           | Finais                                             | Total                                              |
| -------------------------------------------------- | -------------------------------------------------- | -------------------------------------------------- | -------------------------------------------------- | -------------------------------------------------- | -------------------------------------------------- | -------------------------------------------------- |
| David Ortiz                                        | Boston                                             | 8                                                  | 13                                                 | 21                                                 | 11                                                 | 32                                                 |
| Hanley Ramirez                                     | Florida                                            | 9                                                  | 12                                                 | 21                                                 | 5                                                  | 26                                                 |
| Corey Hart                                         | Milwaukee                                          | 13                                                 | 0                                                  | 13                                                 | –                                                  | 13                                                 |
| Miguel Cabrera                                     | Detroit                                            | 7                                                  | 5                                                  | 12                                                 | –                                                  | 12                                                 |
| Matt Holliday                                      | St. Louis                                          | 5                                                  | –                                                  | 5                                                  | –                                                  | 5                                                  |
| Nick Swisher                                       | New York (LA)                                      | 4                                                  | –                                                  | 4                                                  | –                                                  | 4                                                  |
| Vernon Wells                                       | Toronto                                            | 2                                                  | –                                                  | 2                                                  | –                                                  | 2                                                  |
| Chris Young                                        | Arizona                                            | 1                                                  | –                                                  | 1                                                  | –                                                  | 1                                                  |

#### 2011
| Chase Field, Phoenix—L.A. 76, L.N. 19 | Chase Field, Phoenix—L.A. 76, L.N. 19 | Chase Field, Phoenix—L.A. 76, L.N. 19 | Chase Field, Phoenix—L.A. 76, L.N. 19 | Chase Field, Phoenix—L.A. 76, L.N. 19 | Chase Field, Phoenix—L.A. 76, L.N. 19 | Chase Field, Phoenix—L.A. 76, L.N. 19 |
| Jogador                               | Time                                  | Rodada 1                              | Rodada 2                              | Subtotal                              | Finais                                | Total                                 |
| ------------------------------------- | ------------------------------------- | ------------------------------------- | ------------------------------------- | ------------------------------------- | ------------------------------------- | ------------------------------------- |
| Robinson Canó                         | New York (LA)                         | 8                                     | 12                                    | 20                                    | 12                                    | 32                                    |
| Adrian Gonzalez                       | Boston                                | 9                                     | 11                                    | 20                                    | 11                                    | 31                                    |
| Prince Fielder                        | Milwaukee                             | 5 (5)                                 | 4                                     | 9                                     | –                                     | 9                                     |
| David Ortiz                           | Boston                                | 5 (4)                                 | 4                                     | 9                                     | –                                     | 9                                     |
| Matt Holliday                         | St. Louis                             | 5 (2)                                 | –                                     | 5                                     | –                                     | 5                                     |
| José Bautista                         | Toronto                               | 4                                     | –                                     | 4                                     | –                                     | 4                                     |
| Rickie Weeks                          | Milwaukee                             | 3                                     | –                                     | 3                                     | –                                     | 3                                     |
| Matt Kemp                             | Los Angeles (LN)                      | 2                                     | –                                     | 2                                     | –                                     | 2                                     |

Nota:

Números entre parênteses indicam desempate.

#### 2012
| Kauffman Stadium, Kansas City—L.A. 61, L.N. 21 | Kauffman Stadium, Kansas City—L.A. 61, L.N. 21 | Kauffman Stadium, Kansas City—L.A. 61, L.N. 21 | Kauffman Stadium, Kansas City—L.A. 61, L.N. 21 | Kauffman Stadium, Kansas City—L.A. 61, L.N. 21 | Kauffman Stadium, Kansas City—L.A. 61, L.N. 21 | Kauffman Stadium, Kansas City—L.A. 61, L.N. 21 |
| Jogador                                        | Time                                           | Rodada 1                                       | Rodada 2                                       | Subtotal                                       | Finais                                         | Total                                          |
| ---------------------------------------------- | ---------------------------------------------- | ---------------------------------------------- | ---------------------------------------------- | ---------------------------------------------- | ---------------------------------------------- | ---------------------------------------------- |
| Prince Fielder                                 | Detroit                                        | 5                                              | 11                                             | 16                                             | 12                                             | 28                                             |
| José Bautista                                  | Toronto                                        | 11                                             | 2                                              | 13 (2)                                         | 7                                              | 20                                             |
| Mark Trumbo                                    | Los Angeles (LA)                               | 7                                              | 6                                              | 13 (1)                                         | —                                              | 13                                             |
| Carlos Beltrán                                 | St. Louis                                      | 7                                              | 5                                              | 12                                             | —                                              | 12                                             |
| Carlos González                                | Colorado                                       | 4                                              | —                                              | 4                                              | —                                              | 4                                              |
| Andrew McCutchen                               | Pittsburgh                                     | 4                                              | —                                              | 4                                              | —                                              | 4                                              |
| Matt Kemp                                      | Los Angeles (LN)                               | 1                                              | —                                              | 1                                              | —                                              | 1                                              |
| Robinson Canó                                  | New York (LA)                                  | 0                                              | —                                              | 0                                              | —                                              | 0                                              |

Nota:

Números entre parênteses indicam desempate.

#### 2013
| Citi Field, New York—L.A. 53, L.N. 50 | Citi Field, New York—L.A. 53, L.N. 50 | Citi Field, New York—L.A. 53, L.N. 50 | Citi Field, New York—L.A. 53, L.N. 50 | Citi Field, New York—L.A. 53, L.N. 50 | Citi Field, New York—L.A. 53, L.N. 50 | Citi Field, New York—L.A. 53, L.N. 50 |
| Jogador                               | Time                                  | Rodada 1                              | Rodada 2                              | Subtotal                              | Finais                                | Total                                 |
| ------------------------------------- | ------------------------------------- | ------------------------------------- | ------------------------------------- | ------------------------------------- | ------------------------------------- | ------------------------------------- |
| Yoenis Céspedes                       | Oakland                               | 17                                    | 6                                     | 23                                    | 9a                                    | 32                                    |
| Bryce Harper                          | Washington                            | 8                                     | 8                                     | 16                                    | 8                                     | 24                                    |
| Michael Cuddyer                       | Colorado                              | 7                                     | 8                                     | 15                                    | —                                     | 15                                    |
| Chris Davis                           | Baltimore                             | 8                                     | 4                                     | 12                                    | —                                     | 12                                    |
| Pedro Álvarez                         | Pittsburgh                            | 6                                     | —                                     | 6                                     | —                                     | 6                                     |
| Prince Fielder                        | Detroit                               | 5                                     | —                                     | 5                                     | —                                     | 5                                     |
| David Wright                          | New York (LN)                         | 5                                     | —                                     | 5                                     | —                                     | 5                                     |
| Robinson Canó                         | New York (LA)                         | 4                                     | —                                     | 4                                     | —                                     | 4                                     |

Note:

↑a  Teve somente cinco de dez eliminações antes de acertar o home run da vitória. 

#### 2014
| Target Field, Minneapolis — L.A. 54, L.N. 24 | Target Field, Minneapolis — L.A. 54, L.N. 24 | Target Field, Minneapolis — L.A. 54, L.N. 24 | Target Field, Minneapolis — L.A. 54, L.N. 24 | Target Field, Minneapolis — L.A. 54, L.N. 24 | Target Field, Minneapolis — L.A. 54, L.N. 24 | Target Field, Minneapolis — L.A. 54, L.N. 24 |
| Liga Americana                               | Liga Americana                               | Liga Americana                               | Liga Americana                               | Liga Americana                               | Liga Americana                               | Liga Americana                               |
| Jogador                                      | Time                                         | Rodada 1                                     | Rodada 2                                     | Rodada 3                                     | Finais                                       | Total                                        |
| -------------------------------------------- | -------------------------------------------- | -------------------------------------------- | -------------------------------------------- | -------------------------------------------- | -------------------------------------------- | -------------------------------------------- |
| Yoenis Céspedes                              | Oakland                                      | 3 (2)                                        | 9                                            | 7                                            | 9                                            | 28                                           |
| José Bautista                                | Toronto                                      | 10                                           | *                                            | 4                                            | −                                            | 14                                           |
| Adam Jones                                   | Baltimore                                    | 4                                            | 3                                            | −                                            | −                                            | 7                                            |
| Josh Donaldson                               | Oakland                                      | 3 (1)                                        | −                                            | −                                            | −                                            | 3                                            |
| Brian Dozier                                 | Minnesota                                    | 2                                            | −                                            | −                                            | −                                            | 2                                            |
| Liga Nacional                                |                                              |                                              |                                              |                                              |                                              |                                              |
| Jogador                                      | Time                                         | Rodada 1                                     | Rodada 2                                     | Rodada 3                                     | Finais                                       | Total                                        |
| Todd Frazier                                 | Cincinnati                                   | 2 (1)                                        | 6                                            | 1                                            | 1                                            | 10                                           |
| Giancarlo Stanton                            | Miami                                        | 6                                            | *                                            | 0                                            | −                                            | 6                                            |
| Troy Tulowitzki                              | Colorado                                     | 4                                            | 2                                            | −                                            | −                                            | 6                                            |
| Justin Morneau                               | Colorado                                     | 2 (0)                                        | −                                            | −                                            | −                                            | 2                                            |
| Yasiel Puig                                  | Los Angeles                                  | 0                                            | −                                            | −                                            | −                                            | 0                                            |

Notas:

* designa rodada de descanso.

Números entre parênteses indicam desempate.
|  | Rodada 2       | Rodada 2        | Rodada 2       |  |  | Rodada 3 (Semifinais) | Rodada 3 (Semifinais) | Rodada 3 (Semifinais) |  |  | Finais | Finais          | Finais |
|  |                |                 |                |  |  |                       |                       |                       |  |  |        |                 |        |
|  | Liga Americana | Liga Americana  | Liga Americana |  |  | 1                     | José Bautista         | 4                     |  |  |        |                 |        |
|  | 2              | Adam Jones      | 3              |  |  | 3                     | Yoenis Céspedes       | 7                     |  |  |        |                 |        |
|  | 3              | Yoenis Céspedes | 9              |  |  |                       |                       |                       |  |  | 3      | Yoenis Céspedes | 9      |
|  |                |                 |                |  |  |                       |                       |                       |  |  | 3      | Todd Frazier    | 1      |
|  | Liga Nacional  | Liga Nacional   | Liga Nacional  |  |  | 1                     | Giancarlo Stanton     | 0                     |  |  |        |                 |        |
|  | 2              | Troy Tulowitzki | 2              |  |  | 3                     | Todd Frazier          | 1                     |  |  |        |                 |        |
|  | 3              | Todd Frazier    | 6              |  |  |                       |                       |                       |  |  |        |                 |        |

#### 2015
|  | Quartas de final | Quartas de final     | Quartas de final |              |    | Semifinais     | Semifinais | Semifinais |  |  | Finais | Finais | Finais |  |
|  |                  |                      |                  |              |    |                |            |            |  |  |        |        |        |  |
|  | 1                | Albert Pujols (LAA)  | 10               |              |    |                |            |            |  |  |        |        |        |  |
|  | 1                | Albert Pujols (LAA)  | 10               |              |    |                |            |            |  |  |        |        |        |  |
|  | 8                | Kris Bryant (CHC)    | 9                |              |    |                |            |            |  |  |        |        |        |  |
|  | 8                | Kris Bryant (CHC)    | 9                |              | 1  | Albert Pujols  | 11         |            |  |  |        |        |        |  |
|  |                  |                      |                  |              | 1  | Albert Pujols  | 11         |            |  |  |        |        |        |  |
|  |                  |                      | 4                | Joc Pederson | 12 |                |            |            |  |  |        |        |        |  |
|  | 4                | Joc Pederson (LAD)   | 4                | Joc Pederson | 12 | 13             |            |            |  |  |        |        |        |  |
|  | 4                | Joc Pederson (LAD)   |                  |              |    |                |            |            |  |  |        |        |        |  |
|  | 5                | Manny Machado (BAL)  | 12               |              |    |                |            |            |  |  |        |        |        |  |
|  | 5                | Manny Machado (BAL)  | 12               |              | 4  | Joc Pederson   | 14         |            |  |  |        |        |        |  |
|  |                  |                      |                  |              |    |                |            |            |  |  |        |        |        |  |
|  |                  |                      | 2                | Todd Frazier | 15 |                |            |            |  |  |        |        |        |  |
|  | 3                | Josh Donaldson (TOR) | 2                | Todd Frazier | 15 | 9              |            |            |  |  |        |        |        |  |
|  | 3                | Josh Donaldson (TOR) |                  |              |    |                |            |            |  |  |        |        |        |  |
|  | 6                | Anthony Rizzo (CHC)  | 8                |              |    |                |            |            |  |  |        |        |        |  |
|  | 6                | Anthony Rizzo (CHC)  | 8                |              | 3  | Josh Donaldson | 9          |            |  |  |        |        |        |  |
|  |                  |                      |                  |              | 3  | Josh Donaldson | 9          |            |  |  |        |        |        |  |
|  |                  |                      | 2                | Todd Frazier | 10 |                |            |            |  |  |        |        |        |  |
|  | 2                | Todd Frazier (CIN)   | 2                | Todd Frazier | 10 | 14             |            |            |  |  |        |        |        |  |
|  | 2                | Todd Frazier (CIN)   |                  |              |    |                |            |            |  |  |        |        |        |  |
|  | 7                | Prince Fielder (TEX) | 13               |              |    |                |            |            |  |  |        |        |        |  |

## Estatísticas por time
| Time                | Vitórias | Participantes | Home Runs |
| ------------------- | -------- | ------------- | --------- |
| New York (LA)       | 3        | 5             | 99        |
| Seattle             | 3        | 12            | 77        |
| Chicago (LN)        | 3        | 10            | 76        |
| Los Angeles (LA)    | 3        | 4             | 43        |
| Baltimore           | 2        | 11            | 92        |
| Philadelphia        | 2        | 6             | 91        |
| Oakland             | 1        | 11            | 62        |
| Texas               | 1        | 9             | 55        |
| Milwaukee           | 1        | 8             | 57        |
| San Francisco       | 1        | 7             | 48        |
| New York (LN)       | 1        | 6             | 33        |
| Minnesota           | 1        | 6             | 33        |
| Chicago (LA)        | 1        | 5             | 42        |
| Houston             | 0        | 10            | 64        |
| Toronto             | 0        | 10            | 41        |
| Atlanta             | 0        | 10            | 31        |
| St. Louis           | 0        | 13            | 95        |
| Boston              | 1        | 10            | 132       |
| Cincinnati          | 2        | 8             | 36        |
| Detroit             | 0        | 8             | 33        |
| Colorado            | 0        | 7             | 52        |
| Cleveland           | 0        | 6             | 37        |
| Florida/Miami       | 0        | 3             | 47        |
| Arizona             | 1        | 2             | 17        |
| Montreal/Washington | 0        | 4             | 10        |
| San Diego           | 0        | 4             | 9         |
| Los Angeles         | 0        | 5             | 9         |
| Pittsburgh          | 0        | 3             | 2         |
| Tampa Bay           | 0        | 2             | 9         |
| Kansas City         | 0        | 2             | 3         |

## Mais home runs em um único derby
Nota: estes números não incluem desempates.
1. Bobby Abreu (2005) – 41
2. Josh Hamilton (2008) – 35 (28 em uma rodada, é o maior em uma única rodada)
3. David Ortiz (2010), Robinson Canó (2011) – 32
4. Adrian Gonzalez (2011) – 31
5. Prince Fielder (2012) – 28
6. Miguel Tejada (2004) – 27
7. Sammy Sosa (2000), Albert Pujols (2003), Hanley Ramírez (2010) – 26
8. Jason Giambi (2002) – 24
9. Ryan Howard (2006), Jason Giambi (2003), Prince Fielder (2009) – 23
10. David Wright (2006), Garrett Anderson (2003), Justin Morneau (2008) – 22
11. Lance Berkman (2004), Nelson Cruz (2009) – 21
12. David Ortiz (2005), Iván Rodríguez (2005), Jason Giambi (2001), José Bautista (2012) – 20
13. Ken Griffey Jr. (1998), Larry Walker (1997), Alex Rios (2007) – 19
14. Sammy Sosa (2002) – 18
15. Jim Thome (1998), Barry Bonds (1996), Vladimir Guerrero (2007) – 17
16. Luis Gonzalez (2001), Ken Griffey Jr. (1999), Mark McGwire (1999), Tino Martinez (1997), Albert Belle (1995) – 16
17. Miguel Cabrera (2006), Carlos Lee (2005), Mark McGwire (1996), Frank Thomas (1995), Ryan Howard (2009) – 15
18. Rafael Palmeiro (2004), Jeromy Burnitz (1999), Lance Berkman (2008), Ryan Braun (2008) – 14
19. David Ortiz (2006), Sammy Sosa (2001), Matt Holliday (2007), Albert Pujols (2007), Corey Hart (2010), Mark Trumbo (2012)  – 13
20. Miguel Cabrera (2010), Paul Konerko (2002), Carl Everett (2000), Vinny Castilla (1998), Mark McGwire (1992), Cal Ripken Jr. (1991), Carlos Beltrán (2012) – 12
21. Barry Bonds (2004), Ken Griffey Jr. (2000), Brady Anderson (1996), Albert Pujols (2009) – 11

## Mais home runs em todos os tempos
Nota: estes números não incluem desempates.
1. David Ortiz – 77
2. Ken Griffey Jr. – 70
3. Jason Giambi – 67
4. Sammy Sosa – 65
5. Prince Fielder – 63
6. Mark McGwire – 56
7. Albert Pujols – 50
8. Barry Bonds – 47
9. Bobby Abreu – 41

## Mais vitórias em todos os tempos
1. Ken Griffey Jr. – 3 (O único jogador a vencer dois títulos consecutivos (1998–1999))
2. Prince Fielder – 2 (Tornou-se o primeiro jogador a vencer o derby sendo participante da Liga Nacional e da Liga Americana.) (2009,2012)